# I Used to Wander These Streets
I Used to Wander These Streets är det fjärde albumet av det svenska indiepop-bandet Billie the Vision & the Dancers, utgivet i juni 2008.

## Låtlista
1. "Lily from the Middleway Street"
2. "You're Not Giving Up on Me"
3. "Someday Somehow"
4. "I Belong to You"
5. "Stuttering Duckling"
6. "Swedish Sin"
7. "Hold My Hand"
8. "Groovy"
9. "I Miss You"
10. "Liar and a Thief"
11. "Relay Race"